# (32466) 2000 SN153
2000 SN153 (asteroide 32466) é um asteroide da cintura principal. Possui uma excentricidade de 0.24592660 e uma inclinação de 16.10429º.
Este asteroide foi descoberto no dia 24 de setembro de 2000 por LINEAR em Socorro.